# Busa (dama)
Busa (en llatí Busa) era una dama de la Pulla, de gran riquesa, que va proveir de menjar, vestits i provisions als soldats romans que van fugir de Canusium després de la batalla de Cannes l'any 216 aC. El senat romà, per aquest acte, li va donar oficialment les gràcies, segons expliquen Titus Livi i Valeri Màxim.